# Platte (Geomorphologie)

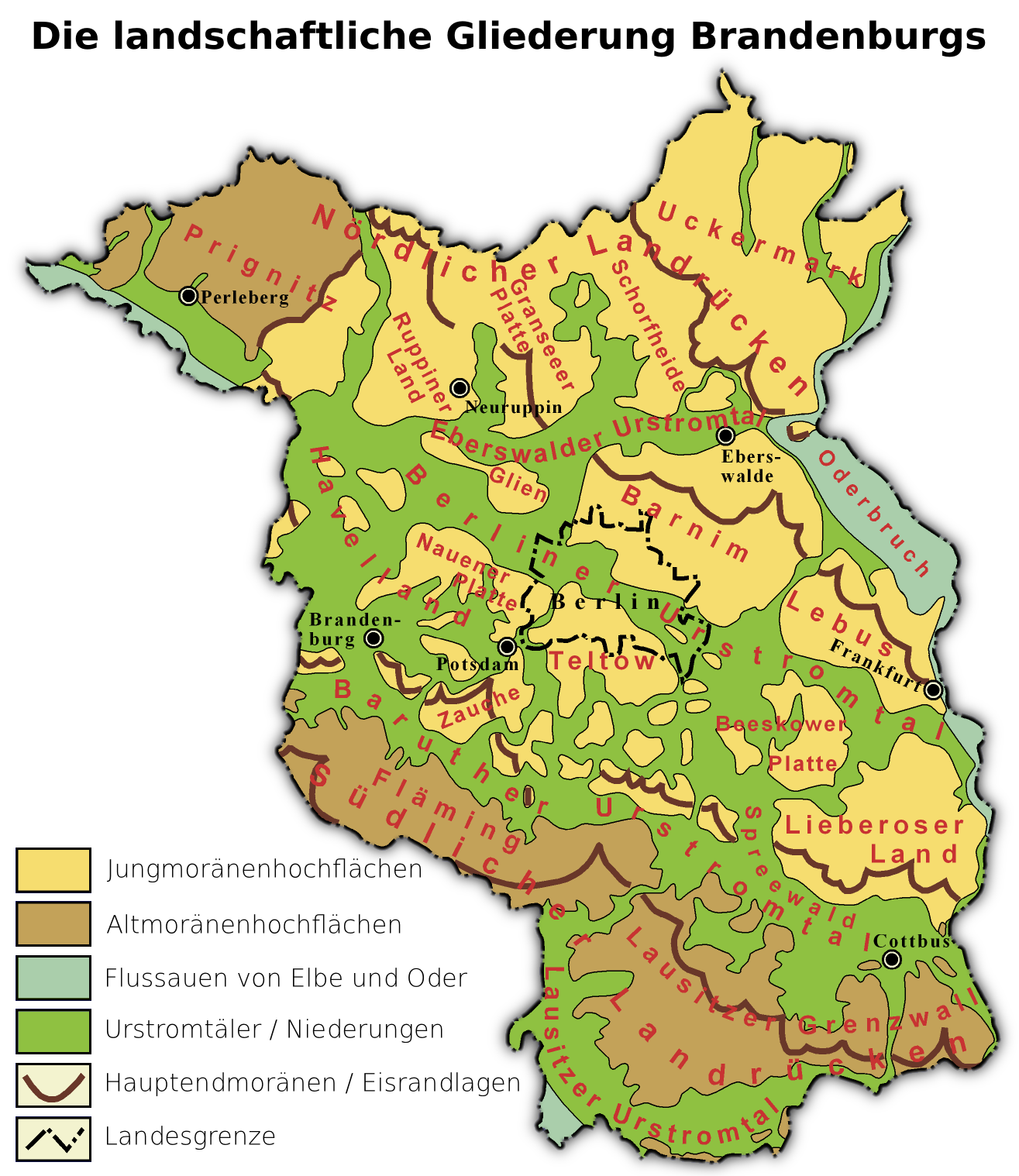
Landschaftliche Gliederung Brandenburgs; vor allem im mittleren Brandenburg fällt die Untergliederung in Platten und Niederungen auf

Als eine Platte oder Plateau (nicht zu verwechseln mit dem Plattenbegriff aus der Plattentektonik) bezeichnet man in der Geomorphologie allgemein Hochflächen oder Hochebenen, die sich nur wenige bis einige dutzend Meter über ihr Umland erheben.

## Begriffsbestimmung
Durchgesetzt hat sich dieser Begriff zum Beispiel im Norddeutschen Tiefland, wo höher liegende Gebiete, die von Urstromtälern und anderen Niederungen vollständig umgeben sind, als ‚Platte‘ bezeichnet werden. Die Höhenunterschiede zu den umliegenden Niederungen liegen zwischen wenigen Metern und maximal etwa 150 m am Übergang vom Oderbruch bei Bad Freienwalde (Oder) zum Barnim.
Weitere Verwendung findet die Bezeichnung etwa im Bereich der rheinländischen Löss-Platten, sowie der Gäu-Platten im Süddeutschen Schichtstufenland oder in den Schotter-Platten des Alpenvorlands (Beispiele sind die Donau-Iller-Lech-Platte oder die Parndorfer Platte). 

## Platten in Norddeutschland
Platten bestehen mit Ausnahme der Urstromtäler aus allen anderen Bestandteilen der Glazialen Serie. Flächenmäßig überwiegen die Grundmoränen vor den Sandern und den Endmoränen.
Platten sind besonders weit verbreitet im mittleren Brandenburg, im nördlichen Sachsen-Anhalt (der Altmark) und in Niedersachsen. In der Umgebung der Nordsee gehören die Platten zur Geest.
Platten werden meist nach dem größten darauf befindlichen Ort benannt. Häufig tragen Platten, wenn sie abgeschlossene Kulturlandschaften bilden, auch althergebrachte Landschaftsnamen. In Westbrandenburg werden die Platten auch als ‚Ländchen‘ bezeichnet.
Bekannte Platten sind:
- Barnim
- Beeskower Platte
- Teltow
- Nauener Platte
- Land Lebus
- Ländchen Glien
- Höhbeck

## Lössplatten
Im europäischen Tiefland und besonders im Rheinland finden sich zahlreiche Platten aus Löss. Bekannte Lössplatten sind:
- die Aldenhovener Lössplatte
- die Echtzer Lössplatte
- die Erper Lössplatte
- die Jackerather Lössplatte
- die Merzenicher Lössplatte
- die Rheinbacher Lössplatte
- die Rommerskirchener Lössplatte
- die Schwegenheimer Lössplatte
- die westsyrmische Lössplatte in Kroatien
- die Wittgensdorfer Lössplatte